# Перяля, Иван Иванович
Иван Иванович Перяля (24 августа 1887, Теува – 20 января 1938, Медвежьегорск) — финский фермер и политик. Первоначально член Социал-демократической партии Финляндии (СДП), позже он вступил в Социалистическую рабочую партию Финляндии (ССТР). В 1925 году Перяля вступил в нелегальную Коммунистическую партию Финляндии (СКП). Он был членом парламента Финляндии с 1928 по 1930 год, представляя прокоммунистическую, но законную Социалистическую избирательную организацию рабочих и мелких землевладельцев (STPV).
В июле 1930 года Перяля был похищен активистами Лапуаского движения, которые вынудили его перейти границу в Советский Союз. В 1931 году Перяля стал советским гражданином. Вступил в Коммунистическую партию Советского Союза и работал партийным работником в Карельской АССР. 14 ноября 1935 г. исключен из коммунистической партии. Как один из жертв Большого террора, он был арестован 10 декабря 1937 года, приговорен к смертной казни и расстрелян в Медвежьегорске 20 января 1938 года. Посмертно реабилитирован советскими властями в 1956 г. 